# Tour de France femminile 2022
Il Tour de France femminile 2022, prima edizione della manifestazione ciclistica, valido come sedicesima prova dell'UCI Women's World Tour 2022, si è svolto dal 24 al 31 luglio 2022 su un percorso di 1033,6 km, suddiviso in otto tappe, con partenza da Parigi e arrivo a La Super Planche des Belles Filles, in Borgogna-Franca Contea. La vittoria è stata appannaggio della ciclista olandese Annemiek van Vleuten, che ha completato il percorso in 26h55'44", alla media di 38,383 km/h precedendo la connazionale Demi Vollering e la polacca Katarzyna Niewiadoma.

## Tappe
| Tappa  | Data      | Percorso                                        | km     | Vincitrice di tappa   | Leader cl. generale  |
| ------ | --------- | ----------------------------------------------- | ------ | --------------------- | -------------------- |
| 1ª     | 24 luglio | Parigi (Torre Eiffel) > Parigi (Champs-Élysées) | 81,6   | Lorena Wiebes         | Lorena Wiebes        |
| 2ª     | 25 luglio | Meaux > Provins                                 | 136,4  | Marianne Vos          | Marianne Vos         |
| 3ª     | 26 luglio | Reims > Épernay                                 | 133,6  | Cecilie Uttrup Ludwig | Marianne Vos         |
| 4ª     | 27 luglio | Troyes > Bar-sur-Aube                           | 126,8  | Marlen Reusser        | Marianne Vos         |
| 5ª     | 28 luglio | Bar-le-Duc > Saint-Dié-des-Vosges               | 175,6  | Lorena Wiebes         | Marianne Vos         |
| 6ª     | 29 luglio | Saint-Dié-des-Vosges > Rosheim                  | 129,2  | Marianne Vos          | Marianne Vos         |
| 7ª     | 30 luglio | Sélestat > Le Markstein                         | 127,1  | Annemiek van Vleuten  | Annemiek van Vleuten |
| 8ª     | 31 luglio | Lure > La Super Planche des Belles Filles       | 123,3  | Annemiek van Vleuten  | Annemiek van Vleuten |
| Totale | Totale    | Totale                                          | 1033,6 |                       |                      |

## Squadre e corridori partecipanti
Alla competizione prendono parte 24 squadre, tra cui i quattordici UCI Women's WorldTeam, oltre a dieci UCI Women's Continental Team; ogni squadra è composta da sei corridori, per un totale di 144 cicliste iscritte.
| N.      | Cod. | Squadra                        |
| ------- | ---- | ------------------------------ |
| 1-6     | TFS  | Trek-Segafredo                 |
| 11-16   | MOV  | Movistar Team Women            |
| 21-26   | SDW  | Team SD Worx                   |
| 31-36   | FSF  | FDJ Suez Futuroscope           |
| 41-46   | JVW  | Team Jumbo-Visma               |
| 51-56   | DSM  | Team DSM                       |
| 61-66   | CSR  | Canyon-SRAM Racing             |
| 71-76   | UAD  | UAE Team ADQ                   |
| 81-86   | BEX  | Team BikeExchange-Jayco        |
| 91-96   | WNT  | Ceratizit-WNT Pro Cycling Team |
| 101-106 | VAL  | Valcar-Travel & Service        |
| 111-116 | COF  | Cofidis Women Team             |

| N.      | Cod. | Squadra                           |
| ------- | ---- | --------------------------------- |
| 121-126 | LIV  | Liv Racing Xstra                  |
| 131-136 | TIB  | EF Education-Tibco-SVB            |
| 141-146 | PLP  | Plantur-Pura                      |
| 151-156 | LEW  | Le Col-Wahoo                      |
| 161-166 | PHV  | Parkhotel Valkenburg              |
| 171-176 | AGI  | AG Insurance-NXTG Team            |
| 181-186 | ARK  | Arkéa Pro Cycling Team            |
| 191-196 | UXT  | Uno-X Pro Cycling Team            |
| 201-206 | SRC  | Stade Rochelais Charente-Maritime |
| 211-216 | AUB  | St Michel-Auber 93                |
| 221-226 | CGS  | Roland Cogeas Edelweiss Squad     |
| 231-236 | HPW  | Human Powered Health              |

## Evoluzione delle classifiche
| Tappa              | Vincitrice            | Classifica generale Maglia gialla | Classifica a punti Maglia verde | Classifica scalatrici Maglia a pois | Classifica giovani Maglia bianca | Classifica a squadre Numero giallo | Premio combattività Numero rosso |
| ------------------ | --------------------- | --------------------------------- | ------------------------------- | ----------------------------------- | -------------------------------- | ---------------------------------- | -------------------------------- |
| 1ª                 | Lorena Wiebes         | Lorena Wiebes                     | Lorena Wiebes                   | Femke Markus                        | Maike van der Duin               | Canyon-SRAM Racing                 | Gladys Verhulst                  |
| 2ª                 | Marianne Vos          | Marianne Vos                      | Marianne Vos                    | Femke Markus                        | Maike van der Duin               | Canyon-SRAM Racing                 | Maike van der Duin               |
| 3ª                 | Cecilie Uttrup Ludwig | Marianne Vos                      | Marianne Vos                    | Femke Gerritse                      | Julie De Wilde                   | Canyon-SRAM Racing                 | Alena Amjaljusik                 |
| 4ª                 | Marlen Reusser        | Marianne Vos                      | Marianne Vos                    | Femke Gerritse                      | Julie De Wilde                   | Team SD Worx                       | Marlen Reusser                   |
| 5ª                 | Lorena Wiebes         | Marianne Vos                      | Marianne Vos                    | Femke Gerritse                      | Julie De Wilde                   | Team SD Worx                       | Victoire Berteau                 |
| 6ª                 | Marianne Vos          | Marianne Vos                      | Marianne Vos                    | Femke Gerritse                      | Julia Borgström                  | Team SD Worx                       | Marie Le Net                     |
| 7ª                 | Annemiek van Vleuten  | Annemiek van Vleuten              | Marianne Vos                    | Demi Vollering                      | Shirin van Anrooij               | Canyon-SRAM Racing                 | Annemiek van Vleuten             |
| 8ª                 | Annemiek van Vleuten  | Annemiek van Vleuten              | Marianne Vos                    | Demi Vollering                      | Shirin van Anrooij               | Canyon-SRAM Racing                 | Mavi García                      |
| Classifiche finali | Classifiche finali    | Annemiek van Vleuten              | Marianne Vos                    | Demi Vollering                      | Shirin van Anrooij               | Canyon-SRAM Racing                 | Marianne Vos                     |

Maglie indossate da altre cicliste in caso di due o più maglie vinte
- Nella 2ª tappa Lotte Kopecky ha indossato la maglia verde al posto di Lorena Wiebes.
- Dalla 3ª alla 7ª tappa Lorena Wiebes ha indossato la maglia verde al posto di Marianne Vos.

## Classifiche finali

### Classifica generale - Maglia gialla
| Pos. | Corridore             | Squadra  | Tempo     |
| ---- | --------------------- | -------- | --------- |
| 1    | Annemiek v. Vleuten   | Movistar | 26h55'44" |
| 2    | Demi Vollering        | SD Worx  | a 3'48"   |
| 3    | Katarzyna Niewiadoma  | Canyon   | a 6'35"   |
| 4    | Juliette Labous       | DSM      | a 7'28"   |
| 5    | Silvia Persico        | Valcar   | a 8'00"   |
| 6    | Elisa Longo Borghini  | Trek     | a 8'26"   |
| 7    | Cecilie Uttrup Ludwig | FDJ Suez | a 8'59"   |
| 8    | Évita Muzic           | FDJ Suez | a 13'54"  |
| 9    | Veronica Ewers        | EF-Tibco | a 15'05"  |
| 10   | Mavi García           | UAE ADQ  | a 15'15"  |

### Classifica a punti - Maglia verde
| Pos. | Corridore             | Squadra   | Punti |
| ---- | --------------------- | --------- | ----- |
| 1    | Marianne Vos          | Jumbo     | 272   |
| 2    | Lotte Kopecky         | SD Worx   | 174   |
| 3    | Maria G. Confalonieri | Ceratizit | 127   |
| 4    | Silvia Persico        | Valcar    | 106   |
| 5    | Demi Vollering        | SD Worx   | 104   |

### Classifica scalatrici - Maglia a pois
| Pos. | Corridore            | Squadra  | Punti |
| ---- | -------------------- | -------- | ----- |
| 1    | Demi Vollering       | SD Worx  | 42    |
| 2    | Annemiek van Vleuten | Movistar | 38    |
| 3    | Katarzyna Niewiadoma | Canyon   | 15    |
| 4    | Elisa Longo Borghini | Trek     | 14    |
| 5    | Mavi García          | UAE ADQ  | 11    |

### Classifica giovani - Maglia bianca
| Pos. | Corridore          | Squadra   | Tempo     |
| ---- | ------------------ | --------- | --------- |
| 1    | Shirin van Anrooij | Trek      | 27h21'34" |
| 2    | Mischa Bredewold   | Parkhotel | a 5'41"   |
| 3    | Julia Borgström    | AG Insur. | a 16'43"  |
| 4    | Vittoria Guazzini  | FDJ Suez  | a 23'48"  |
| 5    | Marie Le Net       | FDJ Suez  | a 27'35"  |

### Classifica a squadre - Numero giallo
| Pos. | Squadra              | Tempo     |
| ---- | -------------------- | --------- |
| 1    | Canyon-SRAM Racing   | 81h27'09" |
| 2    | FDJ Suez Futuroscope | a 14'19"  |
| 3    | Trek-Segafredo       | a 24'34"  |
| 4    | Team SD Worx         | a 32'09"  |
| 5    | Movistar Team Women  | a 33'24"  |